# 越南投資發展銀行
越南投資發展銀行（越南语：／，缩写为BIDV）是越南的国有商业銀行。以资产计算为越南第一大银行。根據聯合國開發計劃署報告，全國一百大企業中，該銀行排名第四。
該銀行是國內四大國有商業銀行當中最早成立的一家，主要提供一系列匯兌、信貸、銀行及非銀行服務，扮演著執行國家貨幣政策和擔當向本地或海外金融機構尋求資金發展工程項目的中介人角色。憑藉投資關鍵的工程項目經驗，該銀行在越南投資發展及工程集資上扮演著領導的角色。

## 历史
該銀行創立於1957年4月26日，初名為越南建設銀行（Ngân hàng Kiến thiết Việt Nam），該名稱沿用至1981年6月24日，其後改名為越南投資建設銀行（Ngân hàng Đầu tư và Xây dựng Việt Nam）。1990年11月14日，顺应市场化改革，改制为越南投资发展股份商业银行（Ngân hàng Thương mại cổ phần Đầu tư và Phát triển Việt Nam）。
2019年11月，韩国韩亚银行以8.75亿美元收购了越南投资发展银行15%的股份。

## 外部連結
- 正式網頁 （页面存档备份，存于）